# Tocumbo
Tocumbo är en kommun i Mexiko.   Den ligger i delstaten Michoacán de Ocampo, i den södra delen av landet, 400 km väster om huvudstaden Mexico City.
Följande samhällen finns i Tocumbo:
- Pueblo Nuevo
- Arúmbaro
- El Molinito